# Claudia Alvarez (artista plástica)

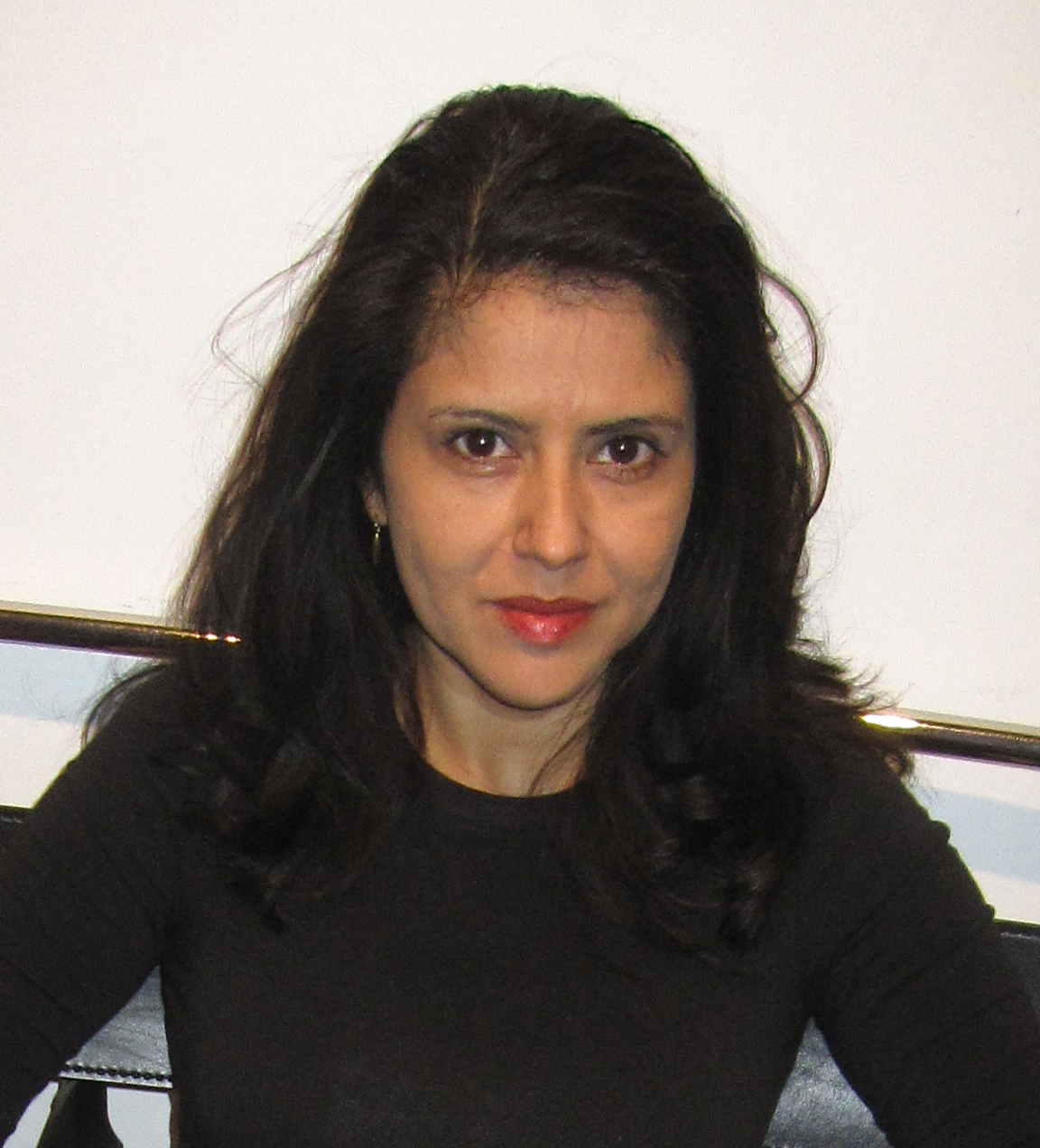

Claudia Alvarez (Monterrey, México, 1969) es una pintora, ceramista y escultora mexicano-estadounidense cuya obra se ha expuesto en numerosas muestras de los Estados Unidos, México, Alemania, Francia e Irlanda. Ha recibido diversos reconocimientos y becas y ha sido pintora residente en diferentes instituciones artísticas. 
Ha vivido y trabajado en México, Suiza, Francia, y China. Entre sus exposiciones individuales destacan Claudia Álvarez Acércate; Girls with Guns ("Niñas con armas"); Falling ("Cayendo"); El silencio del agua; American Heroes; Cosas de un niño; y History of Immigration ("Historia de la inmigración"), entre muchas otras.  Alvarez vive en Nueva York.

## Biografía
Claudia Alvarez aunque nació en Monterrey, Nuevo León, desde los tres años de edad se crió en California. De 1987 a 1997 asistió al Sacramento City College, y de 2000 a 2003 a la Universidad de California en Davis y al California College of the Arts, en Oakland. En 1999 obtuvo la licenciatura en letras en la Universidad de California en Davis, y en 2003 el máster de Bellas Artes en cerámica en el California College of the Arts, en San Francisco.
Mientras asistía a la educación secundaria trabajó conduciendo una ambulancia para el Centro Médico de la Universidad de California en Davis. Le gustaba fraternizar con los pacientes que trasladaba: "Hacerlos reír, aunque solo fuera cinco minutos, me motivaba para pensar en la vida de otra manera." Mientras estudiaba un curso de medicina en el Sacramento City College, se matriculó en una clase de cerámica que la hizo replantearse su actividad artística. "Sentí una experiencia táctil que no había experimentado con el dibujo o la pintura: una realidad física".
Poco después, Alvarez pasó de la carrera de medicina al arte y solicitó plaza en la UC Davis, donde trabajó con Annabeth Rosen, titular de la cátedra Robert Arneson, y con el pintor Wayne Thiebaud.

## Su obra
Álvarez crea figuras de tamaño infantil hechas de cerámica cocida y pintadas por capas. El tacto se considera un rasgo dominante en el modelado y la pintura de estas figuras de tamaño natural. La obra de Álvarez oscila "entre lo ingenuo y lo sabio, lo bonito y lo amenazador, lo adorable y lo lamentable". Modela y pinta sus esculturas teniendo en cuenta las tradiciones orientales y occidentales, que adoptó de sus profesores Arthur González, del California College of Art, y Wayne Thiebaud, de la Universidad de California en Davis. Sus esculturas interactúan con el público desde la perspectiva de un niño, poniendo así de relieve la corrupción de las convenciones y los mecanismos sociales. "Sentimos la presencia de la mano en el cuerpo del niño. El pinchar, pellizcar, alisar y limpiar la arcilla nos transporta instantáneamente al cuerpo emocional. Los entornos de Álvarez fomentan un diálogo íntimo entre los objetos, su relación con el espacio y el espectador" escribe el también artista Terry Rosenberg, y continúa: "Las esculturas de Claudia Álvarez abordan temas como la inmigración, la violencia, la juventud/envejecimiento y las luchas de poder".
La obra de Alvarez se ha expuesto en los Estados Unidos, Canadá, Europa y México, y ha aparecido en varias publicaciones, como New American Paintings, The Irish Times, y Art Pulse.
La exposición individual Girls with Guns ("Niñas con armas") consta de una serie de cuatro óleos, una acuarela de gran formato que plasma a unas niñas jugando con pistolas, y 14 esculturas infantiles de niños en diversas actitudes. Alvarez representa a los niños desnudos o escasamente vestidos, en posturas rígidas que llaman la atención hacia la violencia que ensombrece la cultura estadounidense."[Las figuras] son menores que de tamaño natural o a la escala de los niños, lo que aumenta la impresión de que en realidad se trata de pequeños humanos indefensos, y de que la lucha o el acoso entre ellos demuestra una conducta aprendida", dice Jan Garden Castro. Claudia Álvarez comenta que su obra a veces les parece retadora a los observadores, pero explica: "por medio de los ojos, de las marcas, comprenden que es un tema importante del que es preciso hablar. Manda un mensaje sobre lo que está pasando en el mundo."

## Selección de exposiciones

### Individuales
- Claudia Alvarez Acércate, Centro Nacional de las Artes, Ciudad de México (2014)
- Girls with Guns ("Niñas con armas"), Scott White Contemporary Art, La Jolla, California (2012)
- History of Immigration, Metropolitan Community College, Omaha, Nebraska
- Close Your Eyes ("Cierra los ojos"), White Space, West Palm Beach, Florida (muestra de dos artistas) (2011)
- Claudia Alvarez, Falling, Museum of Nebraska Art, Universidad de Nebraska, Kearney, Nebraska (2011)
- Quemando recuerdos, Da Burn Gallery,  Mérida, Yucatán, México
- La Tormenta, La Clínica Arte Contemporáneo, Mérida, Yucatán, México
- Claudia Alvarez: El silencio del agua, Museo de Arte Contemporáneo Ateneo de Yucatán, Mérida, México (2008)
- Cosas de un niño, El Museo Latino, Omaha, Nebraska (2005)
- RED,  Labrys Contemporary Arts, Long Beach, California (2004)
- The Bruised Sky, Gallery W, Sacramento, California (2003)
- Sojourn, FUTUR, Rapperswil, Suiza (2002)
- Azulear, Annex Gallery, Biola University, Los Ángeles, California (2001)
- Azulear, Puccinelli Gallery, Gutenberg College, Eugene, Oregón[11]

### Colectivas
- Your Making Me Uncomfortable: Perspectives on Controversial Art ("Me incomodas. Perspectivas del arte controvertido"), postural Museum of Art, Lincoln, Nebraska (2016)
- Mujeres, Museum of Nebraska Art, Kearney, Nebraska
- New Ways of Seeing: Beyond Culture ("Nuevas maneras de ver. Más allá de la cultura"), Dorsky Gallery, Nueva York (2015)
- In Pursuit of Freedom ("En busca de la libertad"), Corridor Gallery, Brooklyn, Nueva York
- Migrantes: Claudia Alvarez, Jose Bedia, Ilya y Emilia Kabakov, Galería Nina Menocal, Ciudad de México
- Pushing Boundaries ("Empujar los límites"), White Space, The Mordes Collection, West Palm Beach, Florida
- Its Surreal Thing: The Temptation of Objects ("Su cosa surrealista. La tentación de los objetos), Sheldon Museum of Art, Lincoln, Nebraska (2013)
- The Figure, Keramik Museum, Westerwald, Höhr-Grenzhausen, Alemania
- Stump, Hunter College Project Space, Nueva York
- Brooklyn Museum GO Open Studios, Brooklyn, Nueva York (2012)
- Separation Anxiety ("Ansiedad por separación"), Pelham Art Center, Pelham, Nueva York
- Better Half, Better Twelfth: Women Artists in the Collection, Sheldon Museum of Art, Lincoln, Nebraska (2010)
- Provisions, Nathan Cummings Foundation, Nueva York
- Separation Anxiety, Wignall Museum of Contemporary Art, Chaffey College, California
- Wildly Different Things, Observatorio de Dunsink, Dublín, Irlanda
- Vida breve, National Museum of Mexican Art, Chicago, Illinois
- Panopticon, Lied Art Gallery, Creighton University, Omaha, Nebraska (2009)
- Resident Artists, Galerie Aqui Siam Ben, Vallauris, Francia
- Tiempo y espacio, Museo de la Ciudad de Mérida, México (2008)
- Salty: Three Tales of Sorrow, El Camino College Art Gallery, Torrance, California (2007)
- Line by Line, Sheldon Memorial Art Gallery, Lincoln, Nebraska[11]

## Premios y residencias
- Money for Women/Barbara Deming Memorial Fund, Nueva York
- SASAMA, Shizuoka, Japón (2015)
- Art Matters Foundation, Nueva York
- The McKnight Foundation, Artista en residencia, Northern Clay Center, Minnesota
- Artista en residencia, SOMA, Ciudad de México, (2014)
- Artista en residencia Vytlacil, Arts Student League of New York, Nueva York (2011)
- PV Art, Puerto Vallarta, México (2009)
- Fundación Gruber Jez, Cholula, México (2008)
- Artista visitante, China Century Entertainment Inc., Shanghái, China (2006)
- Artista en residencia, Bemis Center for Contemporary Arts, Omaha, Nebraska (2005)
- Artista en residencia, FUTUR, Rapperswil, Suiza, enero-julio (2002)